# Oncocnemis kaszabi
Oncocnemis kaszabi är en fjärilsart som beskrevs av Ronkay 1988. Oncocnemis kaszabi ingår i släktet Oncocnemis och familjen nattflyn. Inga underarter finns listade i Catalogue of Life.